# Avanaverovallen
De Avanaverovallen, ook geschreven als Avanavero Vallen, is een stroomversnelling (sula) in de Kabaleborivier  in het district Sipaliwini in Suriname. 
Tijdens de regenseizoenen is er een hoge waterstand en een onstuimig voorbijstromende waterpartij. Tijdens de droge seizoenen is een deel van de rivier drooggevallen en kan er door de bedding heen worden gelopen.
De Avanaverovallen liggen tegen het Wanawiro Natuurpark aan en zijn via de weg en de lucht te bereiken, door een weg die naar het oosten langs de Avanavero Airstrip naar de verbindingsweg tussen Matapi en Bakhuis loopt.